# 葬式の名人
『葬式の名人』（そうしきのめいじん）は、2019年9月20日に公開された日本映画。同年8月16日に撮影地の大阪府茨木市（イオンシネマ茨木）で先行上映された。監督は樋口尚文、脚本は大野裕之、主演は前田敦子。

## 概要
大阪府茨木市の市制70周年記念事業として、茨木市の全面協力により製作された。作品のタイトルの元となった川端康成の短編『葬式の名人』のほか『師の棺を肩に』、『片腕』、『バッタと鈴虫』『十六歳の日記』、『古都』、『少年』、『化粧の天使たち』など川端の小説がモチーフとして散りばめられたファンタジックコメディである。
制作費の一部は、ふるさと納税を利用したクラウドファンディングによって負担された。目標額は1,000万円であったが、2018年10月22日の時点で1,380万円、最終的には1,661万円が集まった。
川端は18歳まで茨木市で生活していた。川端、およびプロデューサーと脚本を担当した大野は、茨木市内の大阪府立茨木高校の卒業生である。茨木高校の生徒のほか、多数の市民がエキストラとして出演している。

## ストーリー
雪子は1歳のとき母を、3歳のとき父を、16歳のとき祖父を見送り、天涯孤独となった。同級生の創（はじめ）はそういう雪子を「葬式の名人」とよび、寂しくないようにいつも一緒にいてくれた。創は茨木高校（茨高、いばこう）野球部のエースだったが、ボールを追いかけてフェンスに激突し右腕が動かなくなったため、野球部をやめ、絵を描き出した。やがて雪子は妊娠したが、あきおという息子が生まれる前に2人は別れ、創はアメリカへ旅立った。パパはもうすぐ大リーグに入るのだとあきおには話している。
アメリカから帰った創は、茨高を訪れた。しかし校門前で車に轢かれて死んでしまう。病院の霊安室に両親と同級生たちが集まる。雪子もかけつけた。葬儀屋は、どこの斎場も混んでいてなかなか行き先が決まらないと言う。斎場が決まるまで、同級生たちが棺をかつぎ、創を茨高に連れて行くことにする。茨高は伝統の体育祭の準備の真っ最中である。食堂で僧侶がお経をあげる。雪子はあきおに、遺体が父であることを伝える。
野球部の部室で通夜が行われる。同級生たちは酒に酔い思い出話に花を咲かせる。そして「創と回る夜の茨高ツアー」が始まる。棺をかつぎ、「妙見夜行登山」の行燈をもち、昔話をしながらねり歩く。棺の中をみると僧侶が寝ている。創の遺体はどこだ。皆で捜すがなかなかみつからない。あきおは母の嘘を責め、どこかにいなくなる。部室にもどると、創の遺体のそばであきおが寝ていた。雪子、同級生の豊川も並んで横になった。
夜中ふと目を覚ますと白く輝く老女がいる。老女は光線で自分の右腕を切り落とし、豊川に渡す。その腕を創の右腕とつけ替えて「妙見夜行登山」にでかけた。学校にもどると、腕の治った創が待っていた。約束のもの、とポケットから大リーグのボールを出す。あきおに渡してキャッチボールをする。まもなく創はどこかへ走っていく。
朝起きると雪子とあきおは創の遺体の横で寝ていた。同級生たちが、創のカバンに入っていたというマンガの原稿を見ている。高校時代の創や雪子、そしてあきおが描かれていた。「友の棺を肩に」して同級生たちは茨高を後にする。雪子はつぶやく「大切な人を送ると、また新しい出会いがある。うちは葬式の名人やねん。」あきおがポケットをさぐると、大リーグのボールが入っていた。

## キャスト
- 渡辺雪子 - 前田敦子[6]
- 豊川大輔 - 高良健吾[6]
- 吉田創 - 白洲迅
- 緒方慎吾 - 尾上寛之
- 竹内みさ - 中西美帆
- 島村範男 - 奥野瑛太
- 島村ゆう - 佐藤都輝子
- 大森奈都 - 樋井明日香
- 岩日京子 - 中江有里
- 奥村郁子 - 大島葉子
- 小畑典子 - 佐伯日菜子
- 渡辺あきお (雪子の子供) - 阿比留照太
- 吉田栄吉 - 堀内正美
- 吉田葉子 - 和泉ちぬ
- 葬儀屋 - 桂雀々
- 組長 -  中島貞夫
- 若頭 - 福本清三
- 僧侶 - 栗塚旭
- 謎の女 - 有馬稲子

## スタッフ
- 監督 - 樋口尚文
- 原案 - 川端康成
- 企画 - 榎望
- プロデューサー、脚本 - 大野裕之
- 撮影 - 中堀正夫
- 照明 - 祷宮信
- 美術 - 部谷京子
- 音楽 - 上野耕路
- 編集 - 大島ともよ
- 音楽プロデューサー - 佐々木次彦
- 劇中マンガ - やまだないと
- VFX - オダイッセイ
- 特殊造型 - 原口智生